# Rancho Viejo
Rancho Viejo – miasto w Stanach Zjednoczonych, w stanie Teksas, w hrabstwie Cameron.